# Matei, Bistrița-Năsăud
Matei, mai demult Mateiu (în maghiară Szentmáté, Máté, în dialectul săsesc Matesdref, Matesdraf, în germană Mathesdorf, Mathiasdorf) este satul de reședință al comunei cu același nume din județul Bistrița-Năsăud, Transilvania, România.

## Istorie
- Primii locuitori de pe teritoriul satului au fost oamenii culturii Criș, veniți din Peninsula Balcanică pe la 6000 î. Chr. Ei au fost primii agricultori, aducând cu ei cultivarea cerealelor, capra și oaia domestică de talie mică, porcul și vaca domestică. Tot ei au adus tehnologia confecționării uneltelor de piatră șlefuită și a vaselor de lut ars. Ei au fost urmați de cultura Petrești, sinteza Iclod-Petrești, cultura Coțofeni, grupul Copaceni, cultura Wietenberg, cultura Noua, amestecul Wietenberg-Noua (grupul Gligoresti), prima epocă a fierului, celți, daci de epocă romană, cultura Sântana de Mureș-Cerneahov, gepizi, slavi, unguri, sași, români, țigani, evrei, slovaci (ultimele trei naționalități au fost întotdeauna în număr mai redus față de unguri și români).
- Satul e atestat documentar prima dată în 1391, sub numele Mathe, ca proprietate a lui Janos, care probabil era urmașul familiei Sombori.
- În evul mediu satul a fost locuit de maghiari[2] și sași.
- În 1625 ajunge în posesia familiei Haller, până atunci aparținuse familiei Kendi.
- În anul 1702, familia Haller a colonizat în sat, în locul sașilor, maghiari reformați din zona Târnavelor (în special din Dârlos), pentru a  popula satul.
- Dupa unguri, au fost adusi în sat primii români, care erau de religie greco-catolică.

### Clădiri istorice
- Biserica reformată, fostă catolică și apoi evanghelică, a fost construită după 1300 în stil gotic, dar cu plan romanic. După începerea Reformei, sașii au trecut la luteranism. Au dărâmat sacristia bisericii și au spart în bucăți baptisteriul cioplit din tuf de Dej, ascunzându-l sub straturile de podea ale sacristiei. În secolul al XVIII-lea, nava bisericii a fost prevăzută cu plafon din scânduri de lemn-plafon casetat-și pe el au fost trecute diferite inscripții pictate despre renovări și donații. În jurul bisericii, în 2007 au fost observate 7 gropi comune sigure și 4 care pot aparține de acestea, sau pot fi separate. Oasele din gropi nu sunt în ordine anatomică și un capăt sau ambele capete ale oaselor lipsesc. Asta înseamnă, că la un moment dat, locuitorii au scos cel puțin o parte a mormintelor din biserică și au îngropat oasele în gropi săpate în jurul bisericii.
- Biserica greco-catolică „Sfinții Mihail și Gavril” era construită din lodbe și a fost distrusă de tornada din 13 mai 1912. Era orientată vest-est și se afla la marginea cimitirului (actualmente ortodox), în spatele actualei gospodării a lui Darlaczi Győző. La est de ea, se mai poate vedea și azi o cruce de calcar cu inscripție chirilică a unui preot greco-catolic, decedat in 1838. La sud de aceasta, lângă grădina lui Darlaczi Kroly, se află o piatră de căpătâi, din gresie locală, purtând pe ea în caractere chirilice, anul 1787.

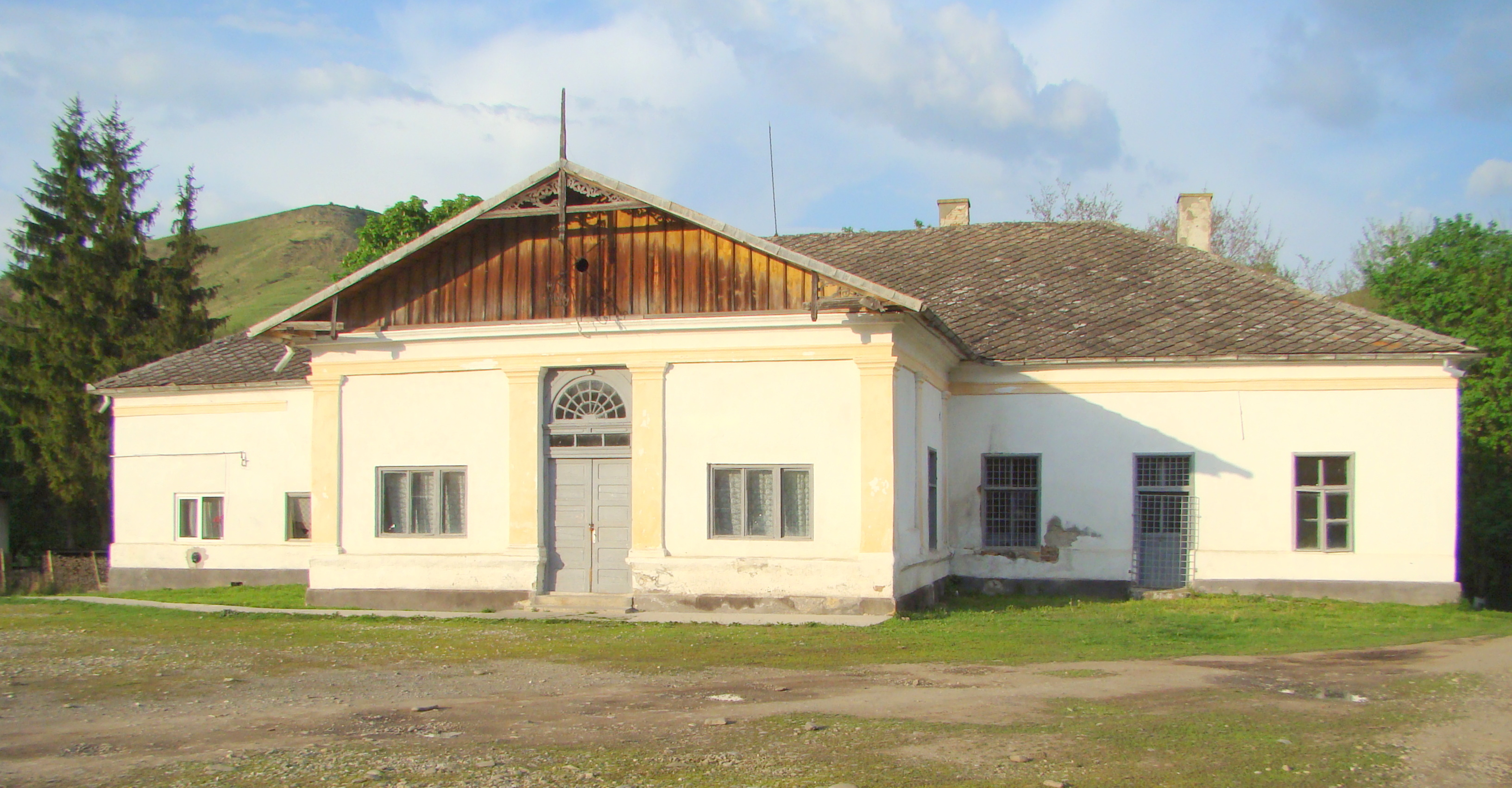
Castelul Haller, azi Primăria comunei Matei

- Conacul Haller e amintit prima dată în 1615, cînd deja exista de o anumită perioadă de timp. În 2001, când primele două încăperi ale pivniței au fost betonate, pentru a se deschide magazin în pivniță, odată cu modificarea treptelor și reparația ușii, de undeva, au scos și un fragment arhitectonic renascentist. Într-o hartă turistica de prin anii 1980, conacul e amintit ca având tindă barocă. Conacul a trecut și prin mâna familiilor Bethlen, Karolyi, Lazar. Pana in 2018, a găzduit primăria, consiliul local și căminul cultural. A doua harta, făcută de armata austriacă, arată pe lângă el și alte construcții, dărâmate la diferite intervale de timp. În fața fostului cămin cultural, a fost și o fântână arteziană, care în secolul XX. a dispărut sub umplutura adusă în curte, pentru a șterge urma conților unguri.

## Demografie
Componența etnică a satului Matei
     Maghiari (80%)
     Români (20%)
La recensământul din 2002, satul avea 782 de locuitori, dintre care: 621 maghiari, 161 români.

## Imagini

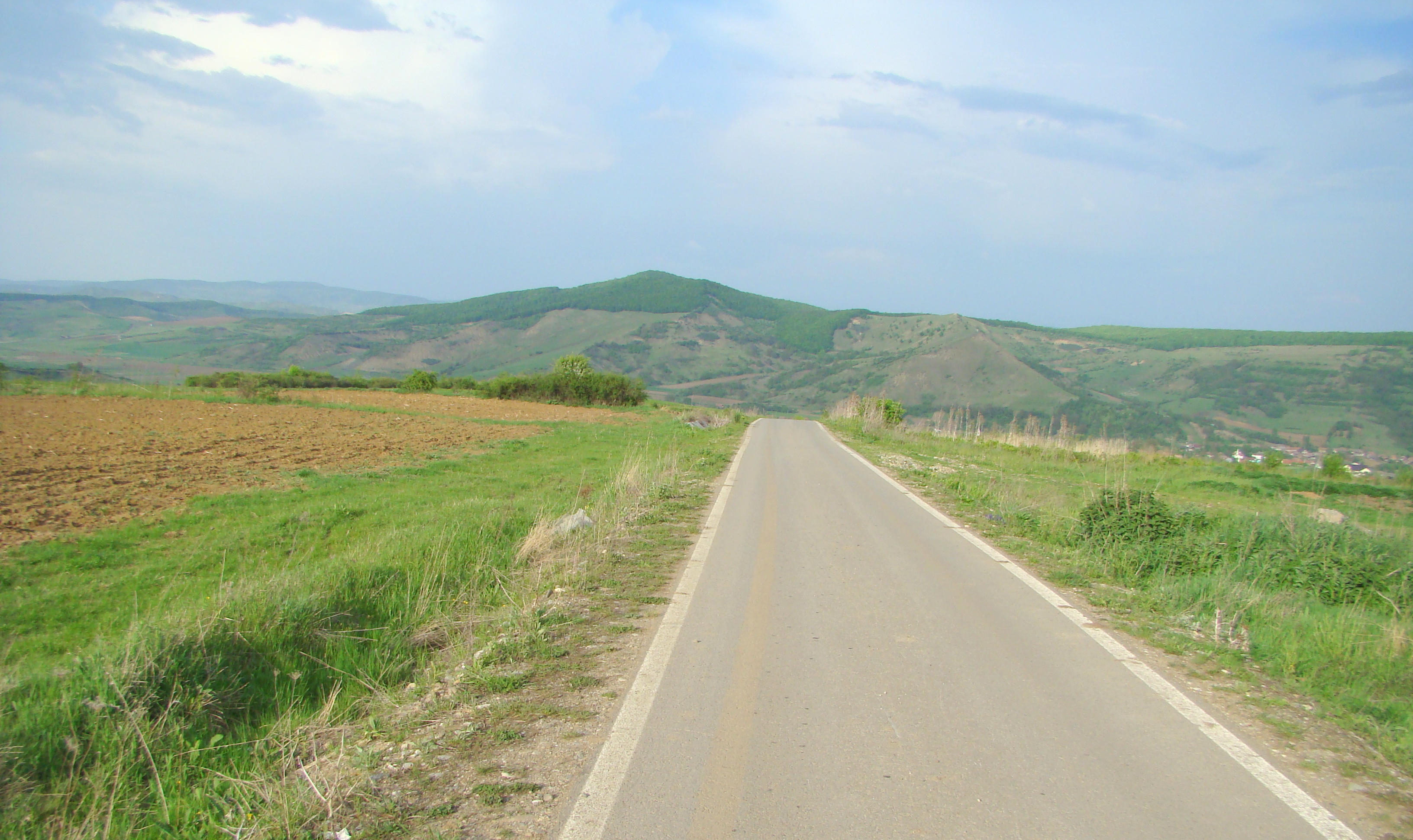
Drumul Strugureni-Matei
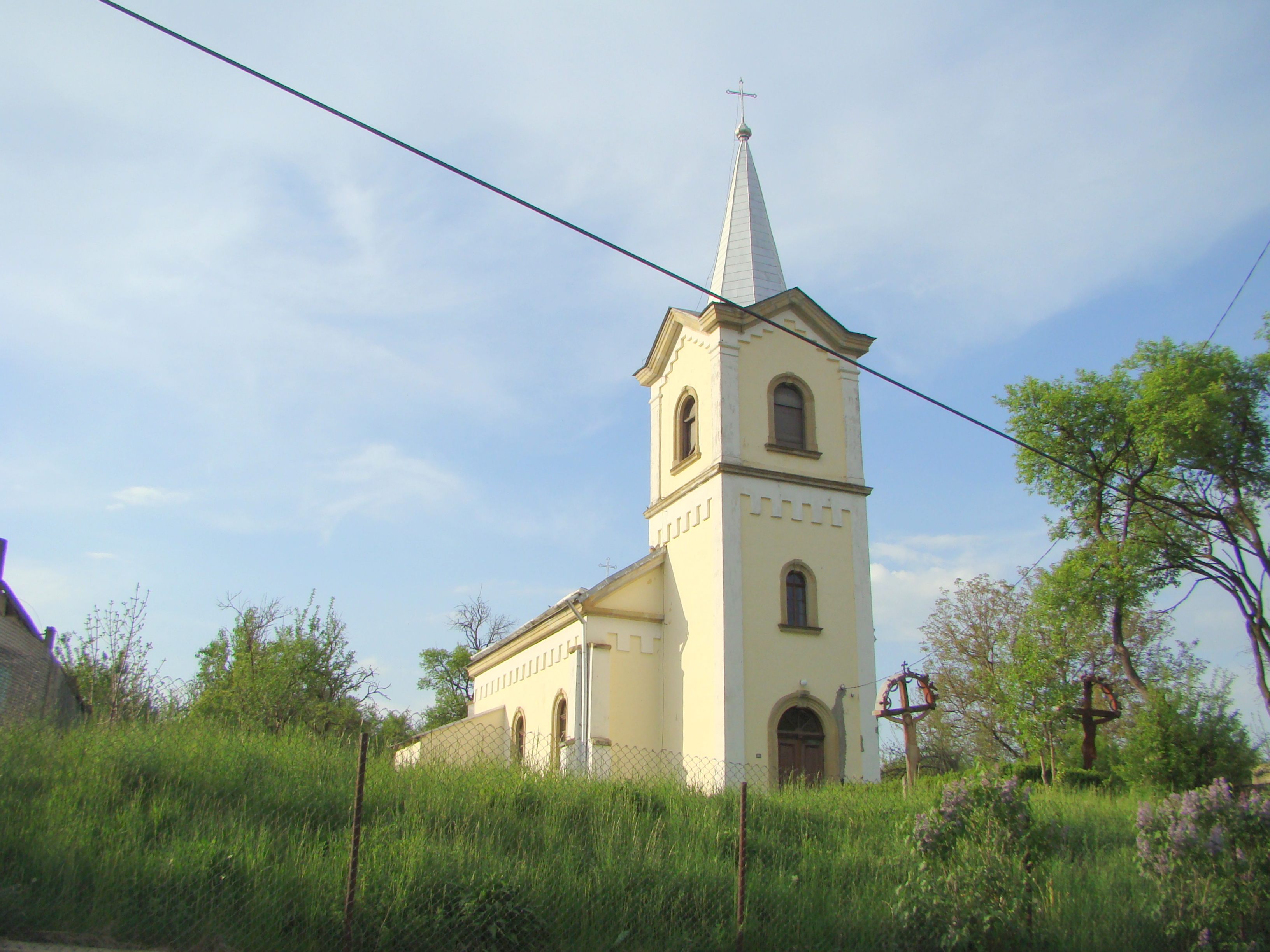
Biserica romano-catolică
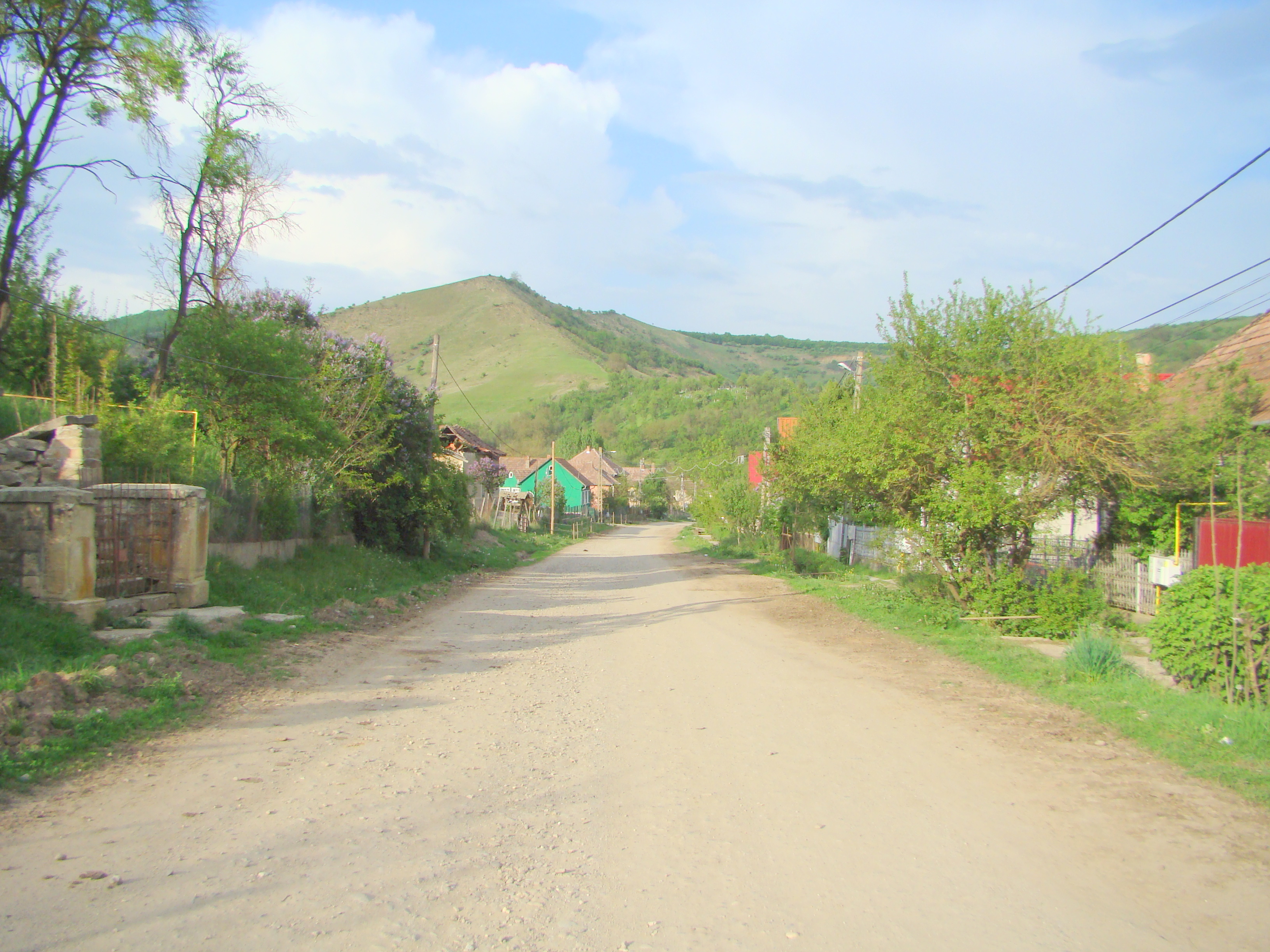
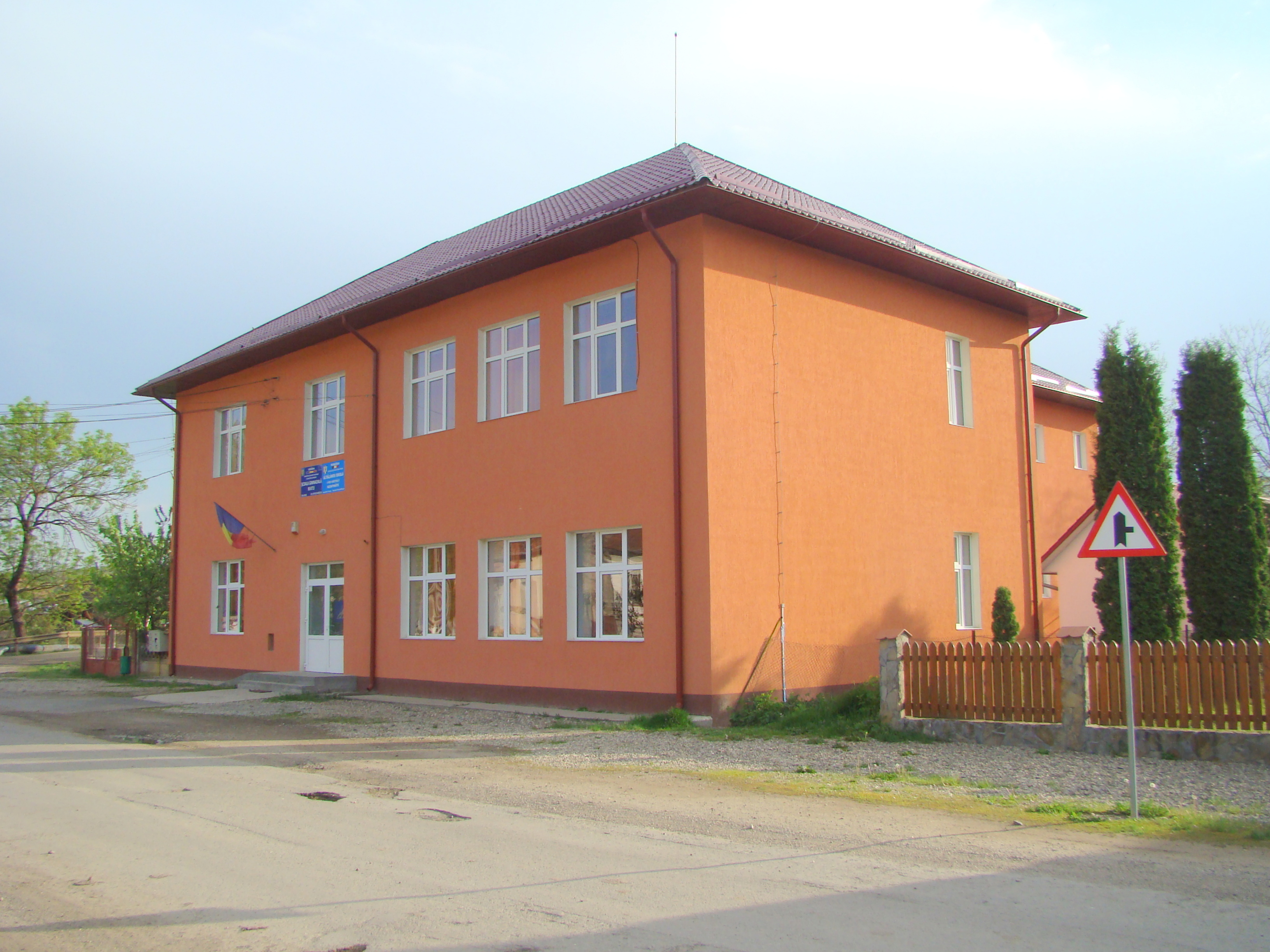
Școala
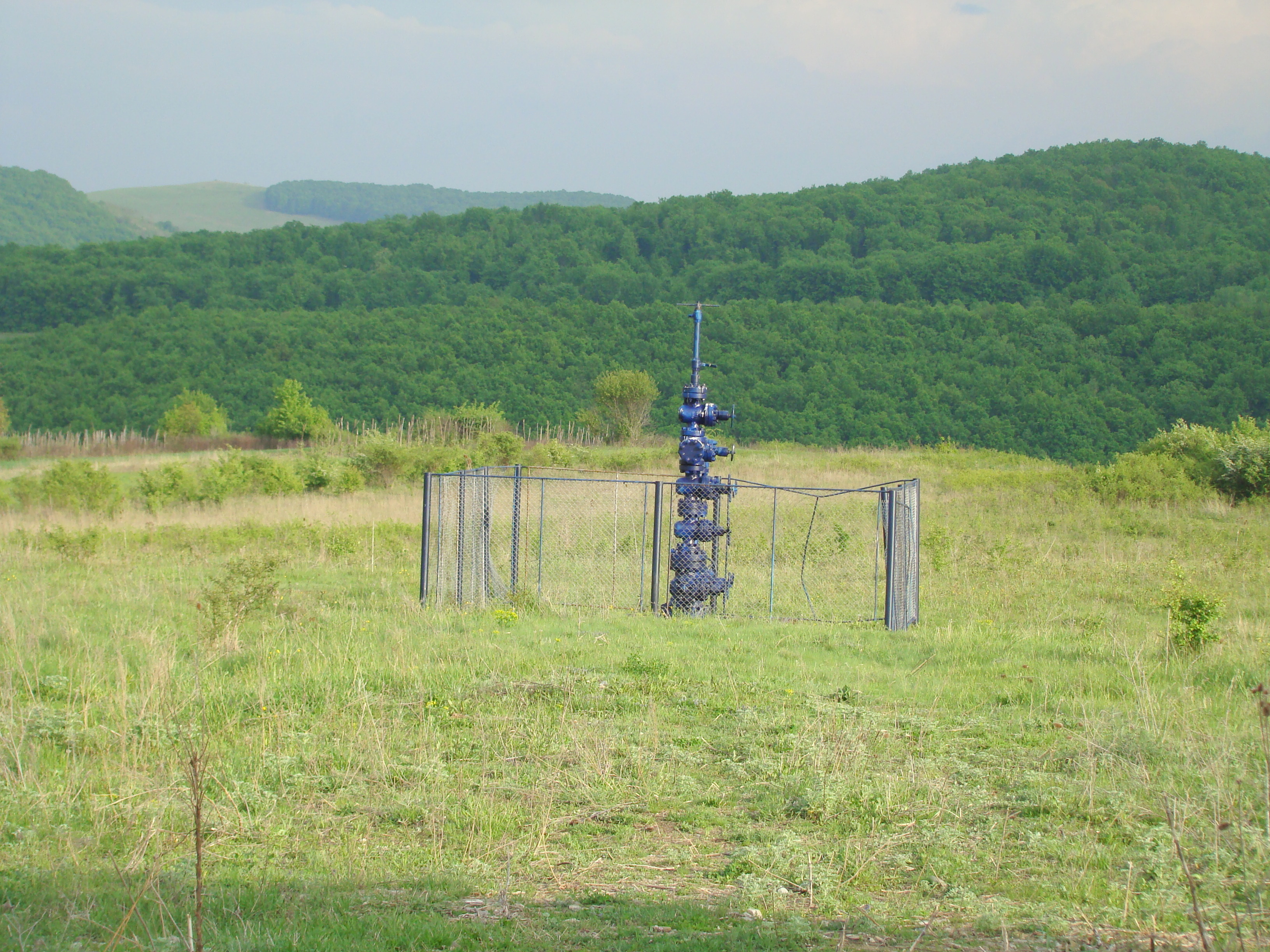
Sondă de gaz metan
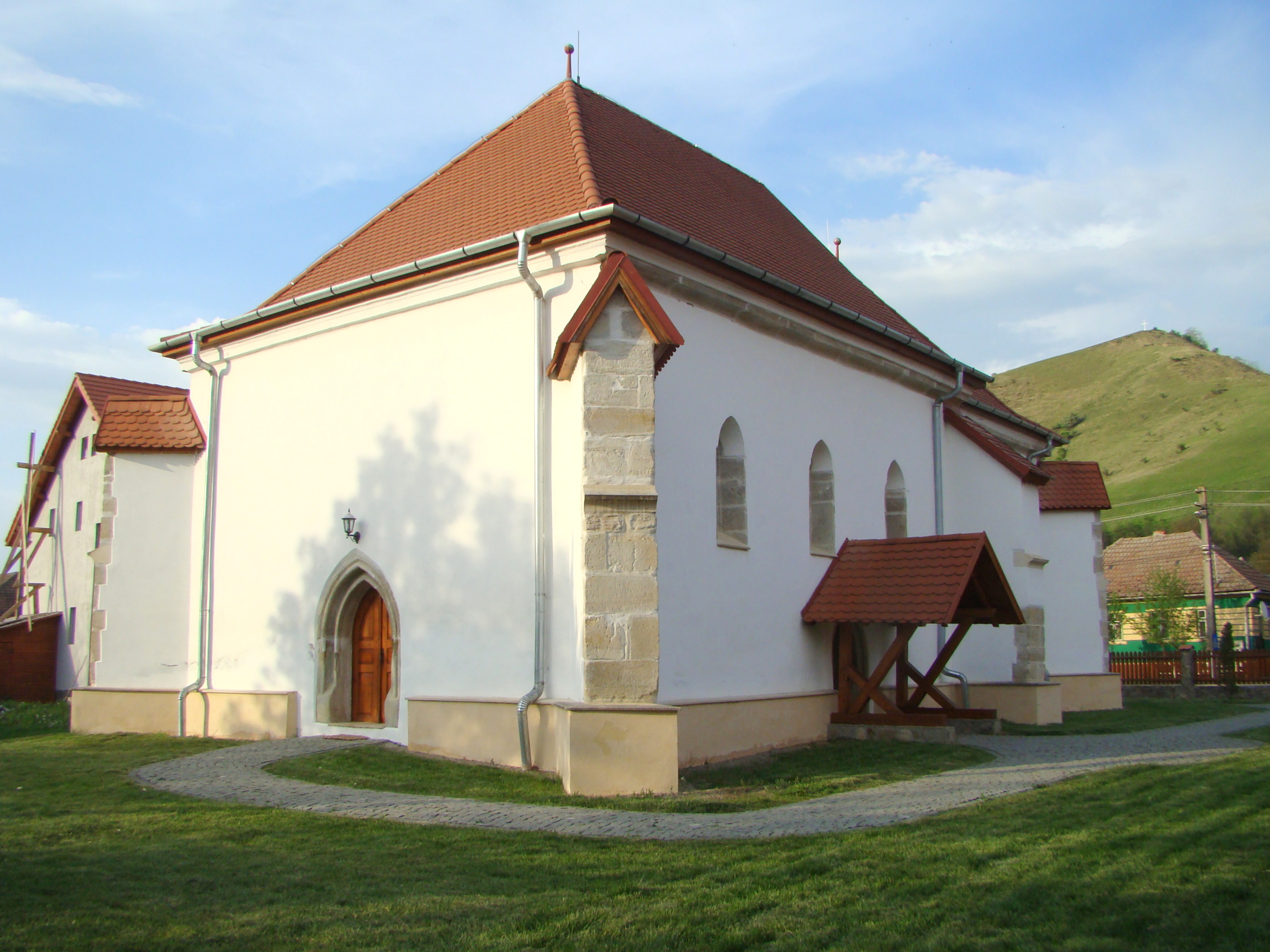
Biserica reformată (monument istoric)
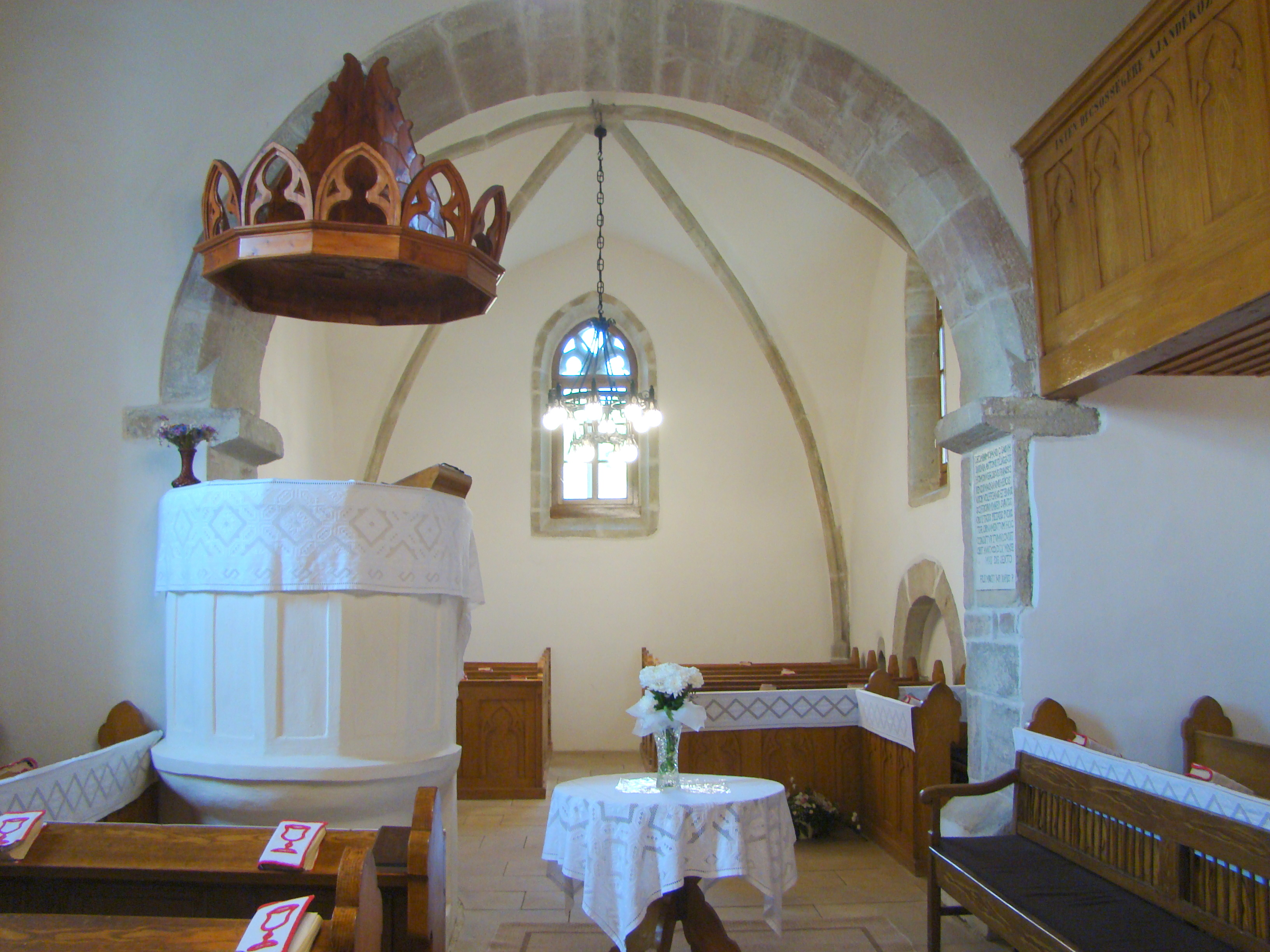
Biserica reformată (interior)
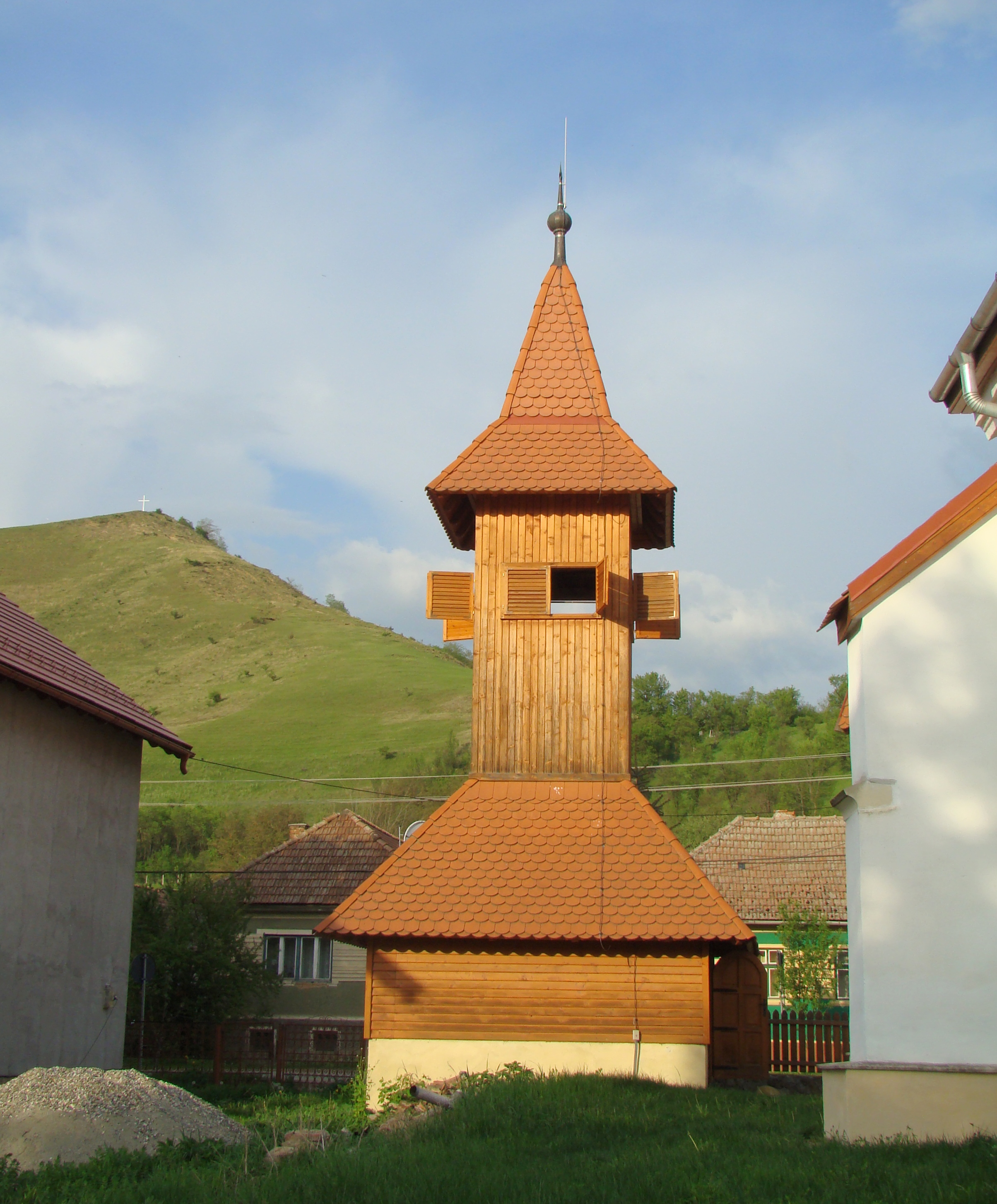
Clopotnița de lemn a bisericii reformate (monument istoric)